# 704. Infanterie-Division
La 704. Infanterie-Division fu una grande unità di fanteria della Wehrmacht, operativa durante la seconda guerra mondiale dalla primavera 1941 e impiegata per compiti di occupazione, mantenimento dell'ordine pubblico e lotta antipartigiana nei territori occupati. Nell'aprile 1943 fu riorganizzata come 104. Jäger-Division (104ª Divisione cacciatori), pur continuando a combattere in prevalenza contro l'EPLJ e la resistenza ellenica.

## Storia
| Luogo      | Periodo             |
| Serbia     | apr 1943 - giu 1943 |
| Grecia     | giu 1943 - set 1944 |
| Jugoslavia | set 1944 - mag 1945 |

### Dalla fanteria alla specialità Jäger
La 704. Infanterie-Division  fu creata il 15 aprile 1941 e fu trasferita in Jugoslavia, alle dipendenze della 2ª Armata, un mese dopo per contrastare i partigiani operanti in zona. Proprio durante queste operazioni il 724º Reggimento di fanteria, in forza alla divisione, insieme al 749º Reggimento di fanteria della 717. Infanterie-Division, compì un crimine di guerra uccidendo 2.300 civili di Kragujevac il 20 e il 21 ottobre 1941, come rappresaglia ad un attacco subito in precedenza.

Il primo giorno del 1943 la 12ª Armata, di cui la divisione faceva parte dal giugno 1942, cambiò nome in Gruppo d'armate E, e il 1º aprile 1943 la 704. Infanterie-Division cambiò nome in 104. Jäger-Division.

### L'attività nei Balcani
La nuova divisione fu trasferita in Grecia agli inizi del luglio 1943. Qui, dopo essere stata inquadrata il 5 settembre nella 11ª Armata italiana e poche settimane dopo nel XII Corpo d'armata da montagna tedesco, alcuni suoi elementi ebbero un ruolo nell'eccidio di Cefalonia perpetrato ai danni della 33ª Divisione fanteria "Acqui".

Il 1944 vide l'unità soggiornare in Grecia, Serbia e Croazia, e dal 31 marzo al 12 aprile 1945 si verificarono aspri scontri con l'Armata popolare di liberazione della Jugoslavia nei pressi di Celje. I superstiti vennero raggruppati nel LXXXXI. Corpo d'armata e si arresero l'8 maggio in Carinzia.

## Ordine di battaglia
1941: 704. Infanterie-Division
- 724. Infanterie-Regiment (724º Reggimento di fanteria)
- 734. Infanterie-Regiment
- 704. Radfahr-Kompanie (704ª Compagnia ciclisti)
- 654. Artillerie-Abteilung (654º Battaglione di artiglieria)
- 704. Pionier-Kompanie (704ª Compagnia del genio militare)
- 704. Nachrichten-Kompanie (704ª Compagnia trasmissioni)
- 704. Versorgungseinheiten (unità di supporto)

104. Jäger-Division
- 724. Jäger-Regiment (724º Reggimento cacciatori)
- 734. Jäger-Regiment
- 104. Aufklärungs-Abteilung (104º Battaglione da ricognizione)
- 654. Artillerie-Regiment
- 104. Pionier-Bataillon
- 104. Panzerjäger-Abteilung (104º Battaglione cacciacarri)
- 104. Nachrichten-Abteilung
- 104. Feldersatz-Bataillon (104º Battaglione rimpiazzi)
- 104. Versorgungseinheiten

## Decorazioni
Prima del suo scioglimento, la 104. Jäger-Division contò cinque decorati tra le sue file: uno con la Croce Tedesca in Oro, e quattro con la Croce di Cavaliere della Croce di Ferro di cui una con Fronde di Quercia.

## Comandanti
704. Infanterie-Division 
| Nome                 | Grado           | Inizio           | Fine             |
| Heinrich Borowski    | Generalmajor    | 22 aprile 1941   | 15 agosto 1942   |
| Hans Juppe           | Generalleutnant | 15 agosto 1942   | 20 febbraio 1943 |
| Hartwig von Ludwiger | Generalleutnant | 20 febbraio 1943 | 30 aprile 1943   |

 104. Jäger-Division 
| Nome                 | Grado                  | Inizio         | Fine           |
| Hartwig von Ludwiger | General der Infanterie | 1º maggio 1943 | maggio 1944    |
| Steyrer              | Oberst                 | maggio 1944    | maggio 1944    |
| Hartwig von Ludwiger | General der Infanterie | maggio 1944    | 29 aprile 1945 |
| Friedrich Stephan    | Generalleutnant        | 29 aprile 1945 | 8 maggio 1945  |